# Ґавліч Володимир-Василь

Аудієнція у Папи Павла VI

Зворотний бік обкладинки грамплатівки

Отець-доктор Володи́мир-Ва́силь Ґа́вліч ЧСВВ (англ. Volodymyr Gavlich; 29 жовтня 1913, Смиківці, нині Тернопільський район — 7 червня 1981, Нью-Йорк, США) — греко-католицький священник, василіянин, доктор філософії, український громадський діяч, письменник.

## Життєпис
Народився 29 жовтня 1913 року в багатодітній родині Євстахія Ґавліча та Катерини Мацелюх у селі Смиківці (Королівство Галичини та Володимирії, Австро-Угорщина, нині Тернопільський район, Тернопільська область, Україна). Під час лихоліть Першої світової війни, коли згоріла батьківська хата, сім'я Ґавлічів переселяється до сусідніх Великих Бірок, звідки була родом його мати, де Володимир здобуває початкову освіту.
Згодом вступає до Тернопільської української гімназії, яку успішно закінчує. Здібного до навчання, допитливого, побожного хлопця, що часто відвідує місцеву церкву святої Параскеви П'ятниці, парох о. Йосиф Кравчук прилучає до духовного життя, і небезуспішно. Покликання Божого служіння визначає його майбутню долю. В 1930 р. у Крехівському монастирі св. Миколая він вступає до чину оо. Василіян, тут же відбув новіціят.
Іспит зрілості здав екстерном в Академічній гімназії у Львові.
Склавши 14 січня 1936 р. монаші обіти, студіював теологію і філософію у Духовній семінарії оо. Василіян у монастирях Добромиля, Кристинополя і Лаврова, та м. Оломоуць (Чехія).
Рукоположений на священика 21 листопада 1940 р. Докторат з історії та германістики захистив у Віденському університеті 1944.
Був священиком при Церкві Святої Великомучениці Варвари у Відні, в таборах скитальців у Німеччині й Австрії. В цей важкий повоєнний час, чим тільки міг, допомагав багатьом землякам-українцям, яких недоля змусила залишити Батьківщину.
1946 року виїхав до США. Вільно володіючи 9 мовами, навчав історії та німецької мови у монастирі св. Йосафата місті Ґлен Коув, Лонг-Айленд, штат Нью-Йорк, був парохом у Ґлен-Стедо 1946–1950. У 1950–1957 — професор Теологічної семінарії оо. Василіян. Ігумен і парох катедри святого Миколая в Чикаго, Гемпстеді.
В 1958–1960 роках повернувся до Європи, де знову став душпастирем при Церкві Святої Великомучениці Варвари у Відні. Саме тут, разом з композитором Андрієм Гнатишиним, організував церковний хор для запису на довгограйні грамплатівки широко відомої, в українській діаспорі, «віденської» Служби Божої, яка 1960 року, за допомоги Миколи Денисюка, побачила світ у Чикаго США. Альбом з повним записом Служби Божої, здійснений на високому технічному рівні на двох Hi-Fi грамплатівках, став для широкого кола української громадськості на еміграції зразком Богослужби в якому відбилася краса, й духовна глибина українського релігійного хорового співу. Цей грамзапис скоро став широко відомим на всіх континентах де проживали українці, його за невелику плату можна було замовити через пошту до будь-якої країни, він часто транслювався радіостанціями що здійснювали україномовні передачі.
Згодом знов у США — директор місії, парох у Гемтремку 1962–1970, 1970 р., отримав парафію св. Юра в Нью-Йорку.
1962–1970 — викладач історії, німецької та української мов у вищій школі в місті Гемтремкі (штат Мічиган).
Автор брошур на релігійні теми, «Слово доброго пастиря», «Добрі діла» (1950, «Церква — добрий скарб», та «Терпіння» 1957, публікувався в україномовній пресі, протягом тривалого часу був керівником василіанських радіопрограм у Чикаго, Детройті та Нью-Йорку.
У церковних справах часто відвідував апостольську столицю, де мав аудієнції на найвищому рівні.
Впродовж багатьох років з каплиці Благовіщення Радіо Ватикану, долаючи відстані та шуми глушіння, в напрямку України транслювалася у прямому ефірі на коротких хвилях, Свята Літургія в українському обряді та проповіді отця Володимира.
Похований на українському католицькому цвинтарі Святого Духа в Гемптонбурґу штат Нью-Йорк.